# Nathanael Tarporley
Nathanael ou Nathaniel Tarporley ou Torporley, voire Torperley, né en 1564 à Shrewsbury, dans le Shropshire, mort au collège de Sion en 1632, est un mathématicien et un astronome anglais. Tarporley est probablement le plus intéressant des personnages énigmatiques qui gravitaient autour du neuvième comte de Northumberland, Henry Percy. Secrétaire du mathématicien François Viète, il fut le collègue et le confident de Thomas Harriot. Il fut désigné par celui-ci pour préparer ses publications posthumes.

## Biographie

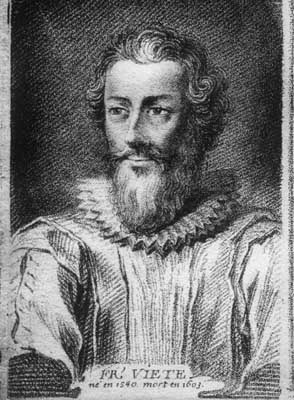
François Viète.

### Élève de Viète
Après des études à l'école de grammaire de Shrewsbury (à compter de 1571), Nathaniel Tarporley s'inscrivit à 17 ans à Christ Church le 17 novembre 1581, comme « Plébéien » originaire du comté de Salop (id est Schrops). Il entre à St Mary's Hall l'année où Thomas Harriot en sort. Peu après avoir obtenu son premier diplôme (BA) à Christ Church, Oxford, en 5 février 1583, il vint en France vers 1583-1584 et passa deux ou trois ans comme apprenti et secrétaire auprès de François Viète, à Fontenay-le-comte. Cette datation est sujette à débat, certains historiens, dont Jacqueline Stedall, plaçant leur rencontre vers 1595, voire après. Il offrit vraisemblablement un livre de François Viète à Thomas Harriot, qu'on retrouva annoté de la main de cet algébriste mais là encore se posent des problèmes de datation de sa rencontre avec le mathématicien du comte Henri Percy.
De retour en Angleterre, Tarporley s'inscrivit au collège de Brasenose où il passa son second examen de maîtrise (MA) le 8 juillet 1591. Il se fit moine peu après.

### Les Diclides
En 1602, Tarporley publia un ouvrage intitulé  Diclides Coelometricae ; a Preliminary Investigation dont on ne peut réellement estimer la valeur : Delambre se réfère à ses tables dans son Astronomie Moderne en 1821, comme étant les plus obscures et les plus incommodes jamais dressées. Mais vingt ans plus tard, Augustus De Morgan dans sa Penny Cyclopedia (1838) distingue dans ces papiers l'invention du logarithme, et des calculs d'interpolation des triangles sphériques douze ans avant John Napier... Quoique d'un autre côté il lui décerne le titre du plus burlesque des astronomes.
Le latin de Tarporley est impénétrable. Le titre de son travail est obscur et ses mathématiques remplies de rébus à deviner... conclut pour finir De Morgan, qui abandonna son étude.
D'après Coxeter, Nathanael Tarporley étudiait dans cet ouvrage les relations entretenues par les 5 angles (a, A, b, B, c) d'un triangle rectangle sphérique droit en C. Le Pentagramma mirificum de Gauss.

### Dans la compagnie du comte Henry Percy
Vers cette époque, Henry Percy, neuvième comte de Northumberland, lui donna une pension en considération de ses singulières connaissances. Le comte réunissait une cour de savants dans son manoir de Syon (Syon House) puis dans sa prison (après 1605 et pendant 17 ans). Tarporley retrouva dans la mouvance du comte Dee et Harriot ; il était, avec ce dernier et Walter Raleigh, le dernier des trois "mages" du neuvième comte.

### Harriot et Tarporley

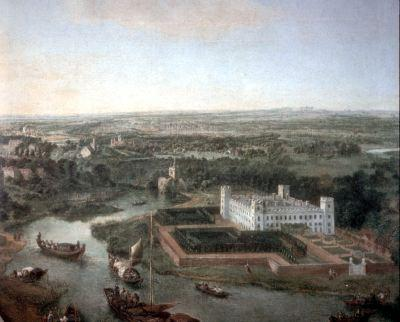
Syon House avant sa rénovation en 1760.

Tarporley, décrivant Harriot, déclare :

« He was a man born to dissipate, by the splendor of undoubt truth, the physical clouds in which the world has been envelopped for many centuries. »

Le comte Henry se délectait de la conversation de ces hommes de sciences ; lorsqu'il fut emprisonné dans la tour de Londres, il
continua à prendre ses repas avec cette communauté de savants qu'il pensionnait. Sa société se désignait, elle-même, comme les Atlantes du monde mathématique ; on y trouvait également des antiquisants, des astrologues, des chimistes et des naturalistes. Il y avait là Thomas Allen, le docteur John Dee... Tarporley  s'y déclarait disciple du philosophe Lucrèce, et de sa philosophie atomistique. Parmi cette compagnie, Thomas Harriot était considéré comme un philosophe universel. On y trouvait encore, l'astronome John Protheroe, qui pensionna Tarporley après la mort du comte, Walter Warner, qu'on disait avoir inspiré à Harvey la découverte de la circulation du sang et le cartographe mathématicien Robert Hues. Les travaux de ce cénacle n'ont malheureusement jamais été imprimés correctement.
Harriot, qui était assez ouvertement athée, doutait du fiat lux ex nihilo de la bible, Tarporley rattachait cette puissance créatrice au mouvement des atomes de la philosophie épicurienne. Tarporley considérait en effet que le dogme de la création s'expliquait par le mouvement des atomes, et recherchait à prouver la maxime contraire : omnia ex nihilo,.
En 1605, Tarporley fut à son tour interrogé par le conseil pour avoir dressé le thème astral du roi.
En 1607, il observa le passage de la comète de Halley avec Harriot et Myles Standish.
Enfin, le 14 juin 1608, Tarporley fut nommé recteur de Salwarp, dans le Worcestershire, où il demeura jusqu'en 1622 ; il fut également nommé recteur de Liddington ou Luddington, dans le Wiltshire, en 1611, mais semble avoir résidé la plupart du temps près de l'église de St. Alphege, à Londres, où il disposait d'une chambre.

### Un piètre exécuteur testamentaire
Certains commentateurs déduisent de leurs différends religieux qu'il fut un très mauvais exécuteur testamentaire d'Harriot en ne publiant pas entièrement ses manuscrits. Harriot laissait 4000 feuillets non classés, donnant des notations parfois multiples (notamment < et> n'y sont pas notés tels quels), faisant appel aux racines négatives ou imaginaires (qui n'étaient généralement pas admises à cette époque).

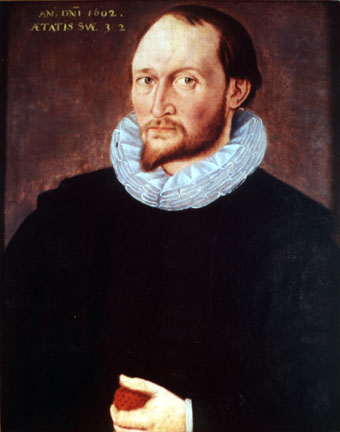
Thomas Harriot (1602).

Après la mort d'Harriot, Robert Hues, l'astronome John Protheroe, et surtout Walter Warner prirent la responsabilité d'aider Nathanael Tarporley dans l'édition posthume des œuvres de leur ami. Les œuvres d'Harriot avait été recueillies dans un coffre et déposées chez le comte Percy. Tarporley et Warner se partagèrent vraisemblablement la tâche, Warner gardant pour lui la théorie des équations. Mais leur cénacle ne parvint pas à une édition satisfaisante.
Peu après, Tarporley rédigea son propre Congestor analyticus, dont les premières pages furent envoyées à John Protheroe. Entre 1622 et 1625, Tarpoley  se lia d'amitié avec Henry Briggs. En 1624, John Protheroe commanda à sa femme de poursuivre après sa mort le versement de la pension qu'il donnait à Tarporley ; puis la mort faucha Protehroe et Tarporley rédigea à ses propres fins un summary(résumé en 20 pages, conservé au collège de Sion), des 200 pages que lui avait léguées Harriot.
En 1626, le comte Henry Percy subventionna de nouveau les travaux de Tarpoley.
En 1627, Tarpoley se trouvait à Petworth, une des résidences du comte. Le 5 octobre, il lui dédicaça un résumé en 164 pages des œuvres d'Harriot relatives aux nombres triangulaires, le "Magisteria Magna" De triangulis laterum rationalium ou Magister. C'est le dernier travail qu'on connaît de lui. Une grande similitude de vues se dégage entre le Congestor de Tarporley et le Magister d'Harriot selon Jacqueline A. Stedall.
En 1630 Tarporley se retira de façon définitive dans le nouveau collège de Sion, où il loua une chambre.
Walter Warner et Sir Thomas Aylesbury, 1er Baronet, de Westminster, poursuivirent de leur côté leur mission et éditèrent l'Artis Analyticis Praxis ou Praxis (en 1631), sans en comprendre probablement toute la profondeur. Tarpoley désapprouva cette publication qui trahissait Harriot Cette œuvre d'Harriot, qui fut l'une des seules menées à bien, inspira fortement Descartes dans l'établissement de sa méthode d'après Jean de Beaugrand.
Tarpoley mourut dans sa chambre du collège de Sion en avril 1632 et fut enterré peu après dans l'église Saint-Alfège.
Il avait légué le 14 avril de la même année l'ensemble de ses livres et tous ses instruments au collège de Sion, dont les registres ont gardé de lui la mémoire d'un chimiste. Le  6 janvier 1633, sa sœur, Susanna Tasker, était désignée comme exécuteur testamentaire. Quelques manuscrits : Congestor: Opus Mathematicum, Philosophia, Atomorum Atopia demonstrata, Corrector Analyticus Artis posthunc figuraient parmi ce fond.
Une partie brûla en 1666 dans le grand incendie de Londres. Ce qui en restait fut transféré au Lambert Palace en 1996.

## Le chaînon manquant

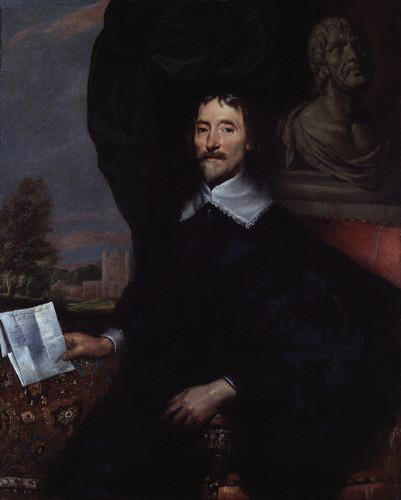
Thomas Aylesbury.

L'historien des sciences Montucla voyait dans la présence de Tarporley en France la preuve que François Viète avait influencé Thomas Harriot ; certains historiens anglais ont contesté cette thèse. Dans une autre version, propagée par Antony Wood et Edouard Sherburn dans son "Manilius", Tarporley n'aurait connu Viète qu'à la fin de sa vie, et se serait déguisé sous le nom de John Poltrier, Poultry ou Polterey, (Protheroe ?) pour l'approcher.
Une lettre de Torporley à Harriot, témoigne de la rencontre, à Paris, de l'amanuensis et de son maître (malheureusement la date n'en est pas fixée).
On lui prête en outre un pamphlet, écrit  sous l'anagramme de  John Poulterey contre le mathématicien français. Ce livre ayant disparu du temps d'Antony Wood, il semble difficile de se faire une idée du contenu et des reproches que pouvait adresser Tarporley à son ancien maître. D'autant qu'il citera deux fois le mathématiciens dans ses futurs Diclides.
En fait, les déformations de ce nom Protheroe/Poultry/Polterey ? seraient due à John Pell, qui en fait le dernier amanuensis de François Viète. La légende veut alors qu'il n'ait rien voulu emporter des travaux de son maître, que lui offraient de prendre ses héritiers. Cette anecdote illustre assez en quel mépris l'historiographie anglaise a tenu le mathématicien des Parthenay jusqu'à Wallis et Newton.
Les historiens modernes reconnaissent au contraire que l'influence de Viète sur Harriot fut déterminante et s'exerça probablement via Tarporley ; Harriot ne revendiqua jamais pour lui les découvertes du mathématicien français. D'autres lettres, où Tarporley communique à Harriot quelques découvertes de l'auteur de "l'Isagoge", semblent fonder aux yeux de la critique moderne la thèse qui fait de Tarporley un passeur, et permet de comprendre comment les travaux de Viète ont été connus (et extraordinairement amplifiés) par Harriot.
On trouve également dans les lettres de Tarporley des commentaires des découvertes d'Harriot au regard de ce qui était connu de François Viète et une lettre de 1602 où il correspond avec le Français. Par ailleurs, la distance qu'il prend à l'égard de ses maîtres dans ses propres publications ne laisse pas soupçonner qu'il polémiqua avec aucun d'eux.
«  Sed tertiam partem (non ita studio dissentiendi) cum Vieta in suo libro. De numerosa potestatum resolutione, et recte merito. Non totus fere est Vietaeus per exempla singula, et supposito paragrapho, et in chartis 13 sunt exempla tria quadratica quorum primum est suum, duo reliqua sunt Vietse, quinque cubic omnia Vietae praeter primum. Et quinque quadrate quadratica quorum quartum est suum,reliqua Vietae. Et sunt ista secundum Vietae methodum aequationum omnino affirmantium.  »
Pour finir, notons que l'apport de Tarporley aux mathématiques ne se limite pas à son rôle de passeur ni aux copies qu'il réalisa, à Paris ou à Londres, des travaux de ses deux aînés. C'est à lui qu'on doit véritablement l'introduction du signe '<' dans les éditions d'Hariot ; et aussi, bien avant James Hume, la première apparition de {\displaystyle a^{iv}b^{v}} en place de {\displaystyle aaaabbbbb} comme chez Harriot ou {\displaystyle AqqBqc} chez Alexander Anderson (mathématicien) (voire A quadquad in B quadratocubus, comme on trouve dans l'Isagoge de François Viète).
Les Manuscrits de Tarporley et particulièrement les feuilles du Congestor analyticus ont été redécouverts en 1830 par Stephen Peter Rigaud dans les collections du comte de Macclesfield.